# Mejor quinteto de la Liga Nacional de Básquet
El Mejor quinteto de la Liga Nacional de Básquet, también conocido como el quinteto ideal de la LNB es un galardón anual que se concede cada temporada de la Liga Nacional de Básquet de Argentina, y que premia a los mejores jugadores de la misma. El premio lo conceden anualmente una cantidad de periodistas de distintos medios del país. Esta elección se realiza desde la temporada 2004-05, tomando siempre como momento para hacerla la finalización de la serie regular y el comienzo de los play-offs. Es decir, la votación se realiza antes de que finalice la competencia, tal como ocurre en otras ligas como la NBA.
En la actualidad se elige 1 equipo ideal, y un jugador más valioso o "MVP". El mejor quinteto de la liga consta de 1 jugador por posición: base, escolta, alero, ala-pívot y pívot.

## Ganadores

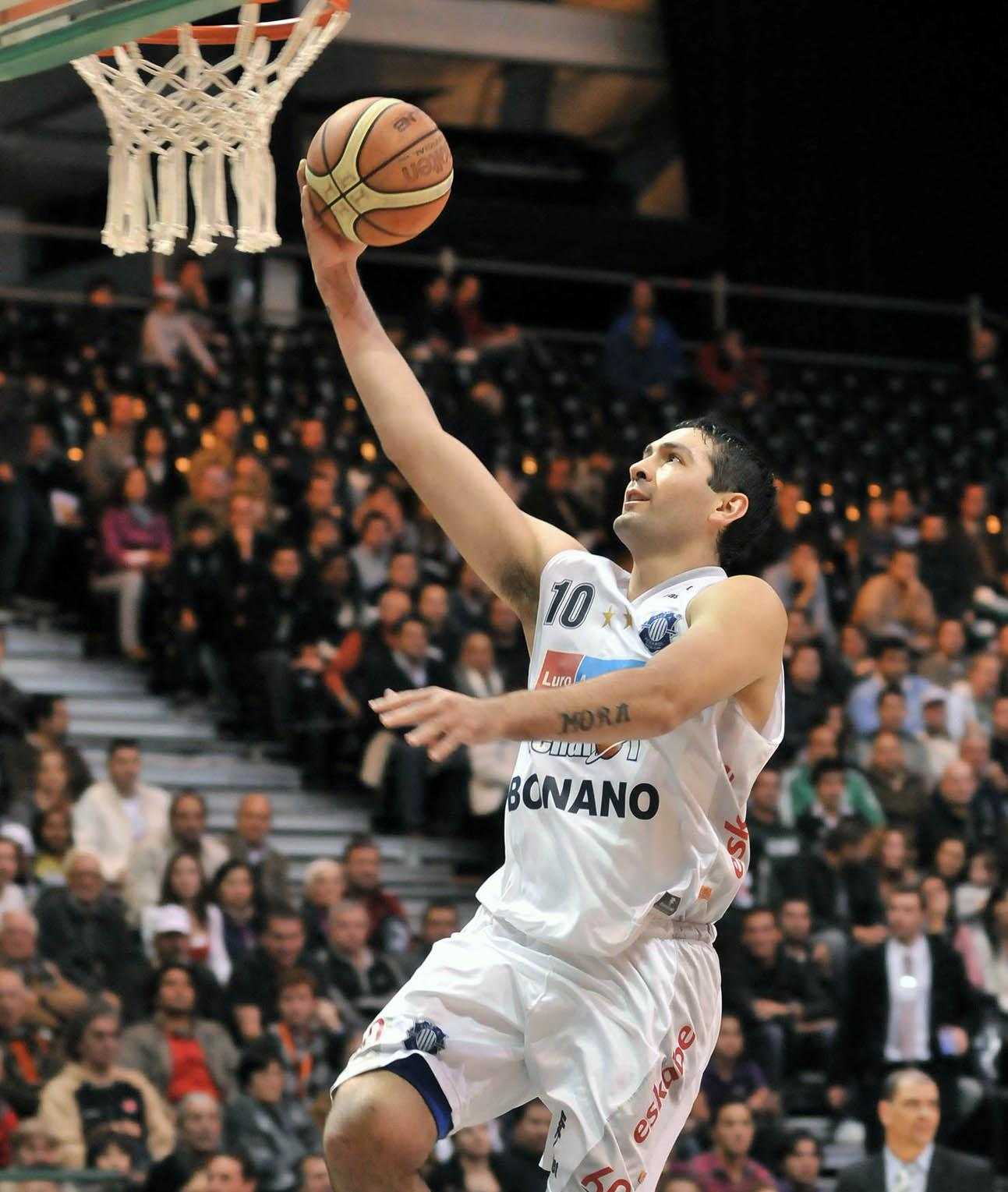
Leonardo Gutiérrez, jugador más veces incluido en el quinteto ideal.

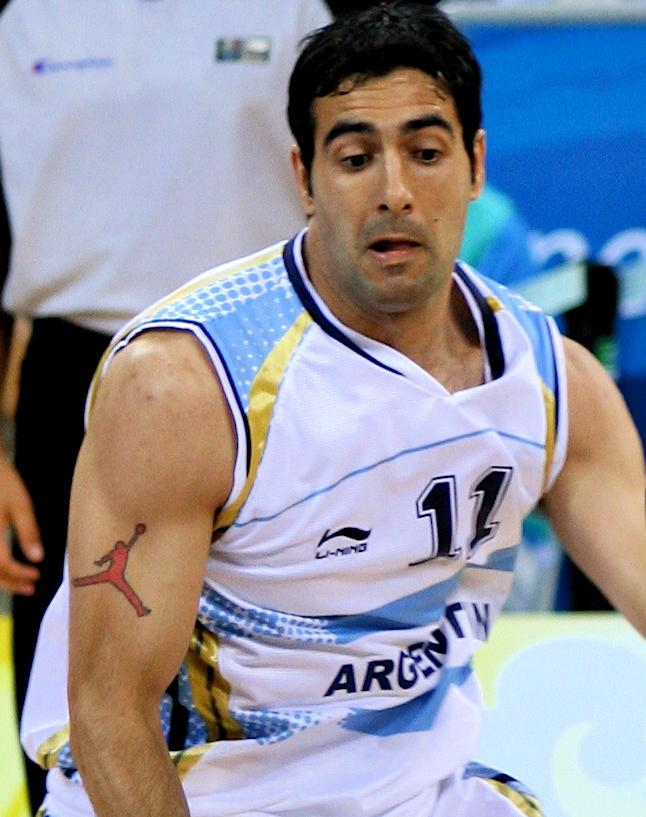
Paolo Quinteros, electo 4 veces como mejor escolta.

| Jugador (X)          | Denota la cantidad de veces que un jugador ha sido elegido       |
| Jugador (en negrita) | Indica el jugador que ha ganado el premio al MVP en el mismo año |

| Temporada |                           |                                                |
| Temporada | Equipo ideal              | Equipo ideal                                   |
| Temporada | Jugador                   | Equipo                                         |
| --------- | ------------------------- | ---------------------------------------------- |
| 2004-05   | Sebastián Rodríguez (1)   | Peñarol                                        |
| 2004-05   | Paolo Quinteros (1)       | Boca Juniors                                   |
| 2004-05   | Matías Sandes             | Boca Juniors                                   |
| 2004-05   | Leonardo Gutiérrez (1)    | Ben Hur                                        |
| 2004-05   | Chuckie Robinson          | Argentino de Junín                             |
| 2005-06   | Sebastián Ginóbili        | Libertad                                       |
| 2005-06   | Paolo Quinteros (2)       | Boca Juniors                                   |
| 2005-06   | Ramzee Stanton            | Ben Hur                                        |
| 2005-06   | Leonardo Gutiérrez (2)    | Ben Hur                                        |
| 2005-06   | Antonio García            | Estudiantes de Olavarría                       |
| 2006-07   | Sebastián Rodríguez (2)   | Peñarol                                        |
| 2006-07   | Diego García              | Regatas Corrientes                             |
| 2006-07   | Joshua Pittman            | Peñarol                                        |
| 2006-07   | Jason Osborne             | Peñarol                                        |
| 2006-07   | Gabriel Mikulas           | Peñarol                                        |
| 2007-08   | Javier Martínez           | Regatas Corrientes                             |
| 2007-08   | Sebastián Acosta          | Atenas                                         |
| 2007-08   | Cleotis Brown             | Quimsa                                         |
| 2007-08   | Leonardo Gutiérrez (3)    | Boca Juniors                                   |
| 2007-08   | Robert Battle             | Libertad                                       |
| 2008-09   | Juan Pablo Cantero        | Sionista                                       |
| 2008-09   | David Jackson (1)         | Peñarol                                        |
| 2008-09   | Juan Manuel Locatelli (1) | Atenas                                         |
| 2008-09   | Federico Kammerichs (1)   | Regatas Corrientes                             |
| 2008-09   | Román González (1)        | Peñarol                                        |
| 2009-10   | Sebastián Rodríguez (3)   | Peñarol                                        |
| 2009-10   | David Jackson (2)         | La Unión de Formosa                            |
| 2009-10   | Juan Manuel Locatelli (2) | Atenas                                         |
| 2009-10   | Leonardo Gutiérrez (4)    | Peñarol                                        |
| 2009-10   | Román González (2)        | Quimsa                                         |
| 2010-11   | Juan Ignacio Sánchez      | Estudiantes de Bahía Blanca                    |
| 2010-11   | David Jackson (3)         | La Unión de Formosa                            |
| 2010-11   | Alex Galindo              | Libertad                                       |
| 2010-11   | Federico Kammerichs (2)   | Regatas                                        |
| 2010-11   | Juan Pedro Gutiérrez (1)  | Obras Sanitarias                               |
| 2011-12   | Facundo Campazzo (1)      | Peñarol                                        |
| 2011-12   | Joseph Troy Smith         | La Unión de Formosa                            |
| 2011-12   | Dartona Washam            | Obras Sanitarias                               |
| 2011-12   | Leonardo Gutiérrez (5)    | Peñarol                                        |
| 2011-12   | Juan Pedro Gutiérrez (2)  | Obras Sanitarias                               |
| 2012-13   | Facundo Campazzo (2)      | Peñarol                                        |
| 2012-13   | Paolo Quinteros (3)       | Regatas Corrientes                             |
| 2012-13   | Marcos Mata (1)           | Peñarol                                        |
| 2012-13   | John De Groat             | Boca Juniors                                   |
| 2012-13   | Daniel Santiago           | Boca Juniors                                   |
| 2013-14   | Facundo Campazzo (3)      | Peñarol                                        |
| 2013-14   | Paolo Quinteros (4)       | Regatas Corrientes                             |
| 2013-14   | Walter Herrmann (1)       | Atenas                                         |
| 2013-14   | Leonardo Gutiérrez (6)    | Peñarol                                        |
| 2013-14   | Sam Clancy, Jr. (1)       | Gimnasia Indalo                                |
| 2014-15   | Nicolás Aguirre           | Quimsa                                         |
| 2014-15   | Walter Baxley (1)         | Quilmes                                        |
| 2014-15   | Federico Aguerre (1)      | Gimnasia Indalo                                |
| 2014-15   | Jeremiah Wood             | San Martín de Corrientes                       |
| 2014-15   | Sam Clancy, Jr. (2)       | Gimnasia Indalo                                |
| 2015-16   | Maximiliano Stanic        | Ciclista Olímpico                              |
| 2015-16   | Walter Baxley (2)         | Quilmes                                        |
| 2015-16   | Federico Aguerre (2)      | Gimnasia Indalo                                |
| 2015-16   | Walter Herrmann (2)       | San Lorenzo (BA)                               |
| 2015-16   | Justin Williams           | Ciclista Olímpico                              |
| 2016-17   | Franco Balbi (1)          | Ferro (BA)                                     |
| 2016-17   | Dar Tucker                | Estudiantes Concordia                          |
| 2016-17   | Marcos Mata (2)           | San Lorenzo (BA)                               |
| 2016-17   | Gabriel Deck (1)          | San Lorenzo (BA)                               |
| 2016-17   | Javier Justiz Ferrer      | Estudiantes Concordia                          |
| 2017-18   | Donald Sims               | Atenas                                         |
| 2017-18   | Dwayne Davis              | Instituto                                      |
| 2017-18   | Marcos Mata (3)           | San Lorenzo (BA)                               |
| 2017-18   | Gabriel Deck (2)          | San Lorenzo (BA)                               |
| 2017-18   | Jerome Meyinsse           | Atenas                                         |
| 2018-19   | Pedro Barral              | Obras Sanitarias                               |
| 2018-19   | Dar Tucker (2)            | San Lorenzo (BA)                               |
| 2018-19   | Marcos Mata (4)           | San Lorenzo (BA)                               |
| 2018-19   | Jasiel Rivero             | Boca Juniors                                   |
| 2018-19   | Eloy Vargas               | Gimnasia (CR)                                  |
| 2019-20   | No elegido.               | Torneo suspendido por la pandemia de COVID-19. |
| 2020-21   | Fernando Zurbriggen       | Obras Sanitarias                               |
| 2020-21   | Brandon Robinson (1)      | Quimsa                                         |
| 2020-21   | Kelsey Barlow             | Hispano Americano                              |
| 2020-21   | Mariano Fierro            | Comunicaciones                                 |
| 2020-21   | Tayavek Gallizzi (1)      | Regatas Corrientes                             |
| 2021-22   | Franco Baralle            | Quimsa                                         |
| 2021-22   | Melvin Johnson            | Oberá                                          |
| 2021-22   | Sebastián Vega            | Gimnasia (CR)                                  |
| 2021-22   | Nicolás Romano            | Instituto                                      |
| 2021-22   | Eric Anderson             | Quimsa                                         |
| 2022-23   | Franco Balbi (2)          | Boca Juniors                                   |
| 2022-23   | Leonel Schattmann         | Boca Juniors                                   |
| 2022-23   | Thomas Cooper             | La Unión de Formosa                            |
| 2022-23   | Yoanki Mencia             | Gimnasia (CR)                                  |
| 2022-23   | Tayavek Gallizzi (2)      | Instituto                                      |
| 2023-24   | José Vildoza              | Boca Juniors                                   |
| 2023-24   | Brandon Robinson (2)      | Quimsa                                         |
| 2023-24   | Andre Spight              | Obras Sanitarias                               |
| 2023-24   | Fabián Ramírez Barrios    | Quimsa                                         |
| 2023-24   | Tayavek Gallizzi (3)      | Quimsa                                         |
| 2024-25   | José Vildoza (2)          | Boca Juniors                                   |
| 2024-25   | Agustín Brocal            | Oberá                                          |
| 2024-25   | Al Thornton               | Peñarol                                        |
| 2024-25   | Chris Clarke              | Obras                                          |
| 2024-25   | Agustín Barreiro          | Oberá                                          |

## Líderes históricos

### Más apariciones individuales como MVP
| Número | Jugador              |
| ------ | -------------------- |
| 4      | Leonardo Gutiérrez   |
| 2      | Juan Pedro Gutiérrez |
| 1      | Gabriel Mikulas      |
| 1      | David Jackson        |
| 1      | Paolo Quinteros      |
| 1      | Walter Herrmann      |
| 1      | Nicolás Aguirre      |
| 1      | Justin Williams      |
| 1      | Dar Tucker           |
| 1      | Gabriel Deck         |
| 1      | Marcos Mata          |
| 1      | Fernando Zurbriggen  |
| 1      | Eric Anderson        |
| 1      | Yoanki Mencia        |
| 1      | Brandon Robinson     |
| 1      | José Vildoza         |

### Más apariciones individuales en total
| Número | Jugador               |
| ------ | --------------------- |
| 6      | Leonardo Gutiérrez    |
| 4      | Paolo Quinteros       |
| 4      | Marcos Mata           |
| 3      | Sebastián Rodríguez   |
| 3      | David Jackson         |
| 3      | Facundo Campazzo      |
| 3      | Tayavek Gallizzi      |
| 2      | Juan Manuel Locatelli |
| 2      | Román González        |
| 2      | Federico Kammerichs   |
| 2      | Sam Clancy, Jr.       |
| 2      | Walter Baxley         |
| 2      | Federico Aguerre      |
| 2      | Gabriel Deck          |
| 2      | Dar Tucker            |
| 2      | Franco Balbi          |
| 2      | Brandon Robinson      |
| 2      | José Vildoza          |

### Más apariciones individuales por equipos
| Número | Jugador             |
| ------ | ------------------- |
| 16     | Peñarol             |
| 11     | Boca Juniors        |
| 9      | Quimsa              |
| 7      | San Lorenzo         |
| 7      | Regatas Corrientes  |
| 7      | Obras               |
| 6      | Atenas              |
| 6      | Gimnasia (CR)       |
| 4      | La Unión de Formosa |
| 3      | Ben Hur             |
| 3      | Instituto           |
| 3      | Libertad            |